# 悬浮
悬浮（英語：Levitation）是指一个物体不经由物理接触产生的机械支撑而在一定高度能够保持位置稳定的状态。

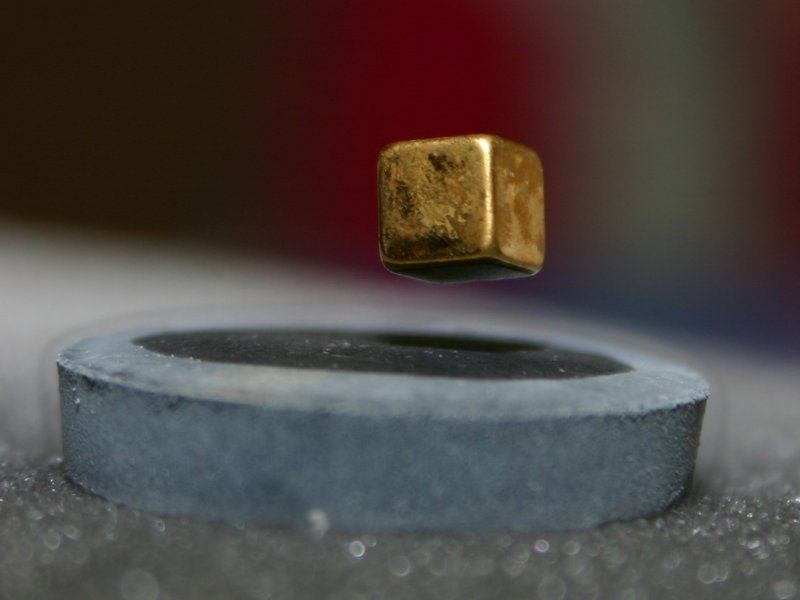
一个立方体磁铁悬浮在超导材料之上，即邁斯納效應

## 直升机
在航空领域，悬停（hover）是指航空器在一定高度上保持空间位置基本不变的飞行状态。在台湾，此术语也常称为“停悬”、「懸滯」，官方採「滯空」。具有这种飞行能力的航空器目前主要是直升机，这是它与固定翼航空器之间的一个重要差别。尽管有些固定翼航空器，如垂直/短距起降机虽然也能够实现短时间悬停，但是由于设计原理上的差异，此类航空器在相同飞行重量下的悬停需用功率比直升机要高很多，而且其下洗气流速度和温度过高，使得航空器下方的环境非常恶劣，很难进行对机身下方环境有要求的大量空中作业项目。直升机所具有的这种飞行能力使其应用范围变得十分广泛，不但可以适应各种复杂的起降环境，而且还可以从事各种各样的空中作业项目，甚至有些只能依靠直升机来完成。这种独特的飞行能力也是直升机虽然在速度和可靠性上远不如固定翼飞机，但却没有遭到淘汰的重要原因。
悬停是直昇機最主要的飛行特色，也是直昇機的最基本科目，因為不管是从事巡航飛行、搬運还是其他任務，绝大部分飞行都是「起於悬停、止於悬停」，所以這是每個直昇機駕駛員的基本練習科目。由于悬停时，直升机需要消耗比巡航飞行还要高的功率，发动机的负担比较重，所以起飞时的悬停阶段常被用来检查发动机工作情况，以确保飞行安全。
悬停可分为两类，一种为有地效悬停，另一种为无地效悬停。所谓地效是指地面效应，即当直升机距离地面比较近时，其旋翼下洗气流会受到地面的影响，地面阻碍造成的流场变化使旋翼消耗的诱导功率（用于加速流经旋翼的空气）减小，也就是说此时直升机保持悬停所需功率要小于没有地面效应的时候。所以在有地效时，直升机能在更高的高度上保持悬停，这也是具体直升机的有地效升限高于无地效升限的原因。一般情况下，直升机在起飞和着陆过程中的悬停均为有地效悬停。